# Adelphobates
Az Adelphobates a kétéltűek (Amphibia) osztályának békák (Anura) rendjébe, a nyílméregbéka-félék (Dendrobatidae) családjába, azon belül a Dendrobatinae alcsaládba tartozó nem.

## Nevének eredete
Az Adelphobates nevet a görög adelphos (testvér) és a bates (járó, mászó) szavakból alkották. A „testvér” szó, az amúgy rokoni kapcsolatban nem álló Charles W. Myers és John W. Daly kutatókra utal, akik a típusfajt írták le.

## Előfordulásuk
A nembe tartozó fajok az Amazonas-medencében, Brazíliában és Peruban honosak.

## Taxonómiai helyzete
A nemet eredetileg a Dendrobates és az Oophaga nemek testvér taxonjaként hozták létre. Az önálló nem létjogosultságát még most is vizsgálják, alternatíva lehetne a Dendrobates galactonotus csoport létrehozása a Dendrobates nemen belül. Az eredetileg ebbe a nembe sorolt fajok közül az Adelphobates captivus azóta már a 2008-ban létrehozott Excidobates nembe került.

## Rendszerezés
A nembe az alábbi fajok tartoznaK:
- Adelphobates castaneoticus (Caldwell & Myers, 1990)
- Adelphobates galactonotus (Steindachner, 1864)
- Adelphobates quinquevittatus (Steindachner, 1864)